# Arto Koivisto
Arto Koivisto   (Isojoki, 7 de desembre de 1947) és un esquiador finlandès, ja retirat, especialista en esquí de fons, que va competir durant les dècades de 1970 i 1980.
El 1976 va prendre part als Jocs Olímpics d'Hivern d'Innsbruck, on va disputar quatre proves del programa d'esquí de fons. En la prova del relleu 4x10 km, formant equip amb Matti Pitkänen, Juha Mieto i Pertti Teurajärvi, guanyà la medalla d'or, mentre en la dels 15 quilòmetres guanyà la de bronze. En els 30 quilòmetres fou vuitè i en els 50 quilòmetres vuitè.
També va guanyar dos campionats nacionals, el 1974 en els 50 quilòmetres i el 1982 en els 15 quilòmetres, així com la cursa dels 15 quilòmetres al festival d'esquí de Holmenkollen de 1976.
El 1981 va donar positiu en efedrina i codeina als Campionats nacionals i va perdre dues medalles de bronze, alhora que fou sancionat amb un mes sense poder competir.